# الرعب (مسلسل)
الرعب (بالإنجليزية: The Terror)‏ هو مسلسل دراما رعب أمريكي عرض الموسم الأول منه على قناة إيه إم سي في 25 مارس 2018. المسلسل من بطولة جاريد هاريس، توبايس مينزيس وإيان هارت.

## روابط خارجية
- الرعب على موقع IMDb (الإنجليزية)
- الرعب على موقع ميتاكريتيك (الإنجليزية)
- الرعب على موقع روتن توميتوز (الإنجليزية)
- الرعب على موقع كينوبويسك (الروسية)
- الرعب على موقع ألو سيني (الفرنسية)
- الرعب على موقع قاعدة بيانات الفيلم (الإنجليزية)